# 杰夏图哈农村居民点
杰夏图哈农村居民点（俄语：Десятуховское сельское поселение）是俄罗斯联邦布良斯克州斯塔罗杜布区所属的一个农村居民点。其下辖有28个居民点，行政中心为杰夏图哈。据2015年统计，该农村居民点的人口为3000人。